# Referendum o nezávislosti Katalánska 2017

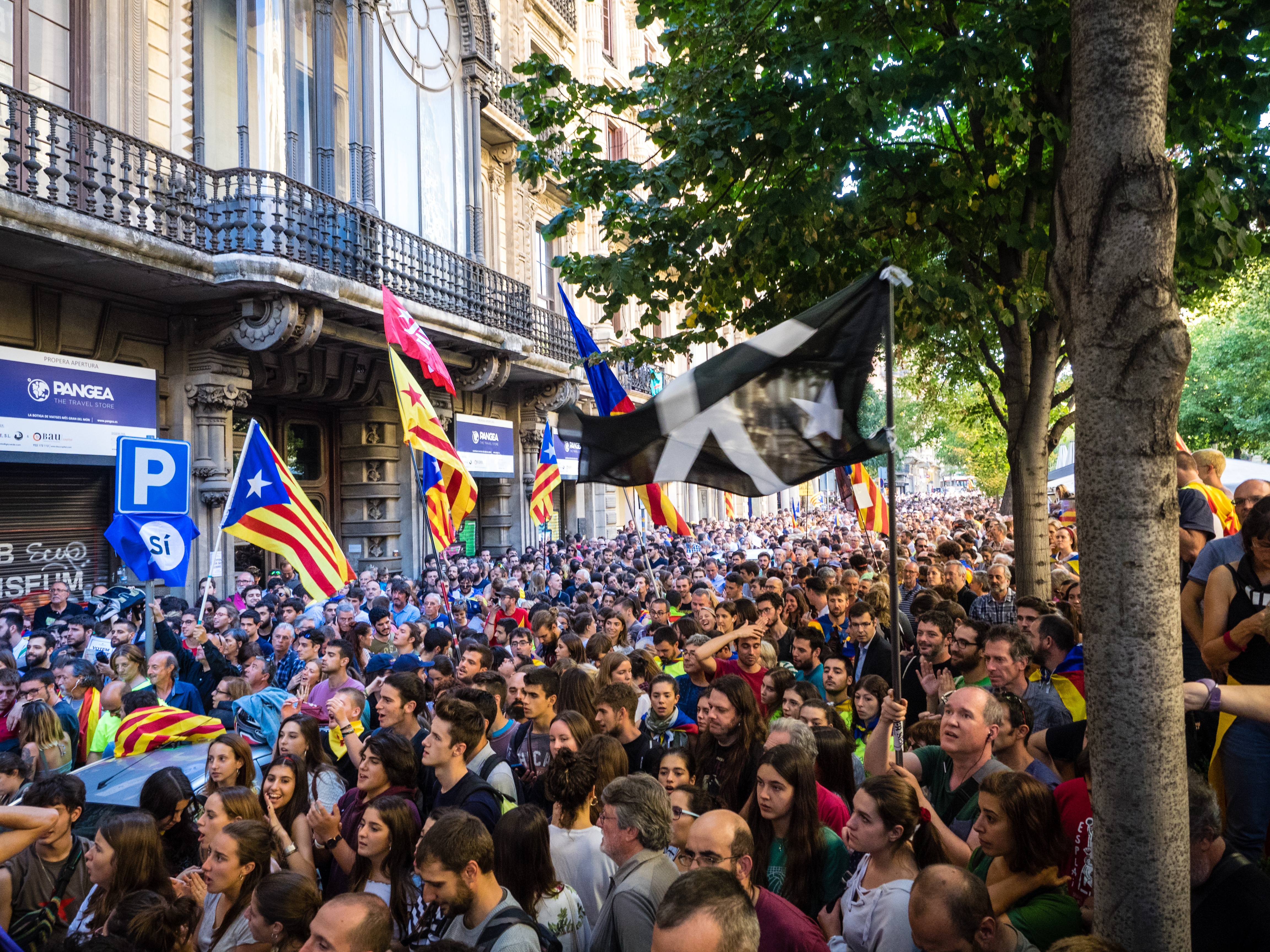
Protesty v Barceloně 20. září 2017 poté co španělská policie provedla razii na úřadech katalánské vlády

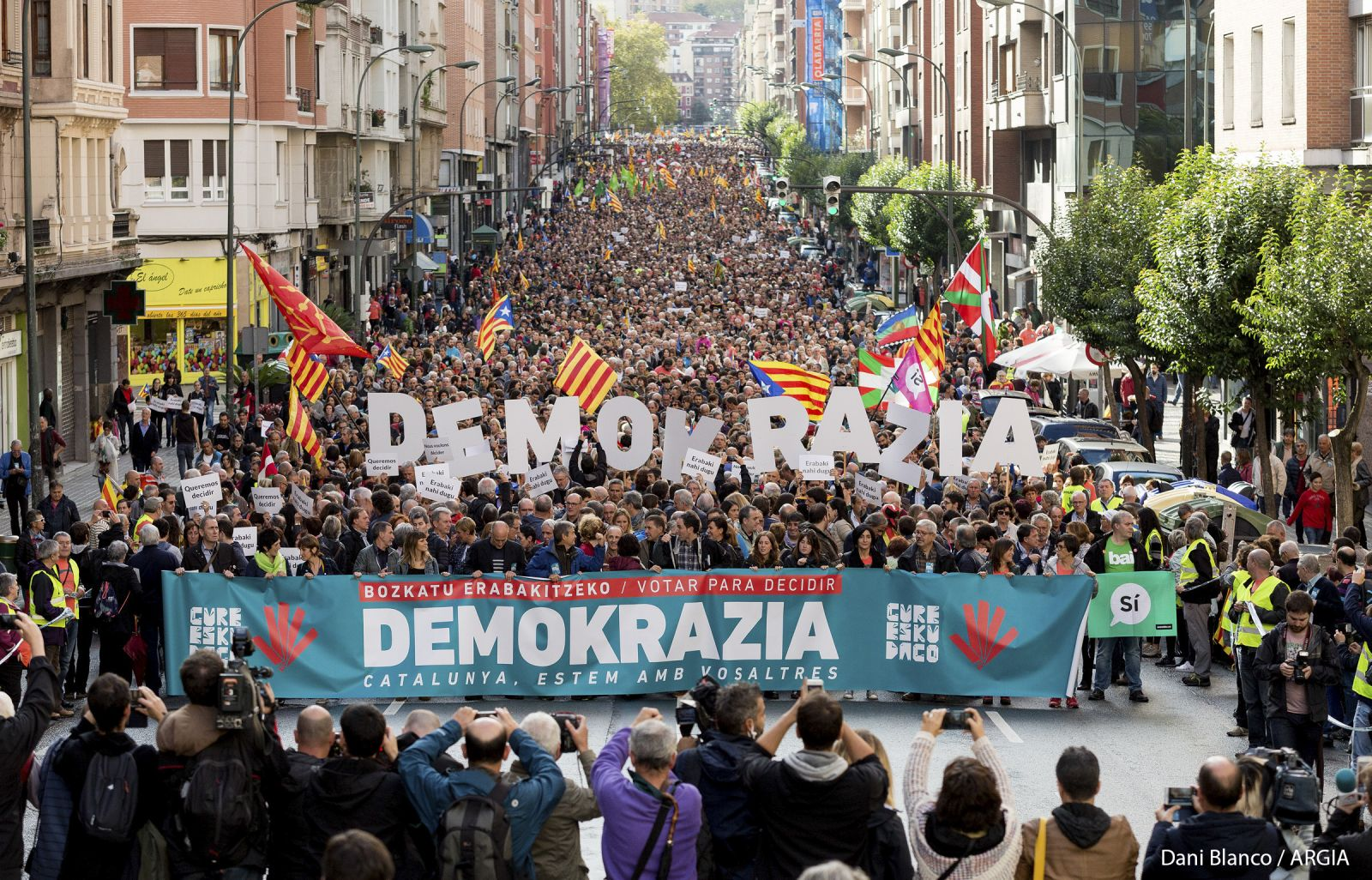
Demonstrace na podporu katalánského referenda ve městě Bilbao v Baskicku 16. září 2017

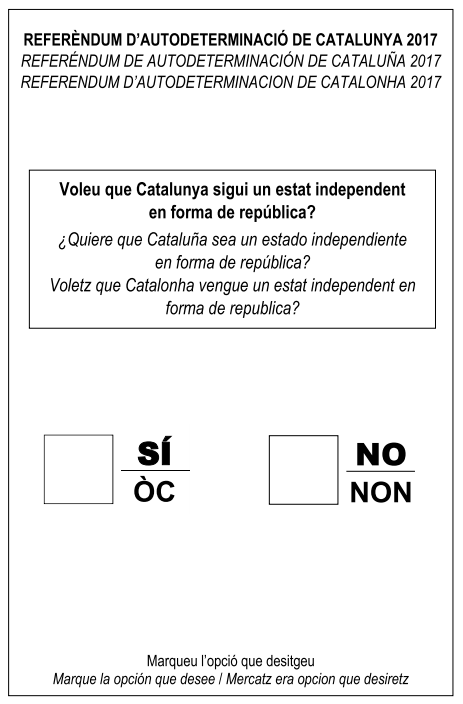
Volební lístek pro katalánské referendum v katalánštině, španělštině a aránské okcitánštině

Referendum o nezávislosti Katalánska na Španělském království vypsal katalánský ministerský předseda Carles Puigdemont i Casamajó na 1. říjen 2017. K úmyslu odtrhnout se od Španělska a vytvořit tak samostatný nezávislý stát vyzval Katalánce již při svém zvolení do úřadu na počátku ledna roku 2016. Referendum a následující události vyvolaly tzv. katalánskou krizi.

## Předchozí události
První jednání o referendu v katalánském parlamentu proběhlo v červnu 2017. Tajné hlasování o referendu na základě předvolebního slibu separatistických stran před komunálními volbami v roce 2015 (v návaznosti na předběžné referendum z 9. listopadu 2014), bylo původně plánováno nejpozději na 17. září 2017. Schváleno bylo na jednání 6. září 2017 současně se zákonem, že nezávislost bude závazná již za pouhého dosažení většinového souhlasu, aniž by byla vyžadována minimální výše účasti. Předvolební kampaň před referendem probíhala od 15. do 29. září. Voličům byla položena otázka Chcete, aby se Katalánsko stalo nezávislým státem s republikánským uspořádáním? (katalánsky Voleu que Catalunya sigui un estat independent en forma de República?). V září přijal katalánský parlament zákon o referendu o nezávislosti, a to i přesto, že podle katalánského zákona o autonomii, který vyžaduje dvoutřetinovou většinu v katalánském parlamentu pro jakoukoli vnitřní změnu katalánského statusu, je přijatý zákon protiprávní. Samotné referendum je protiprávní také z pohledu španělské ústavy.
7. září 2017 referendum zamítl rovněž španělský ústavní soud, načež katalánská vláda svévolně prohlásila rozhodnutí ústavního soudu za neplatné a získala podporu 750 z 948 obcí Katalánska, včetně částečné podpory města Barcelony. Toto rozhodnutí vyústilo ve španělskou ústavní krizi a bylo podnětem pro zásah policie k zastavení referenda.
V referendu má hlasovat 5,3 milionů lidí ve 2 315 volebních místností. Katalánské úřady přislíbily, že vyjádří-li se občané země pro nezávislost, bude vyhlášena do 48 hodin od spočítání výsledků hlasování.

## Průběh
Přibližně polovina škol byla obsazena policií. Zasahuje nedobrovolně i katalánská policie. Španělská policie se dobývala do škol a do jiných volebních míst. V ulicích Barcelony policie podle svědků použila i gumové projektily, od roku 2014 v Katalánsku zákonem zakázané, zraněno bylo během konání referenda přes 840 lidí. Španělská vláda se posléze prostřednictvím Enrica Milleho za svoje neadekvátní jednání, jež vyústilo v Katalánsku k násilí, omluvila.

## Podpora

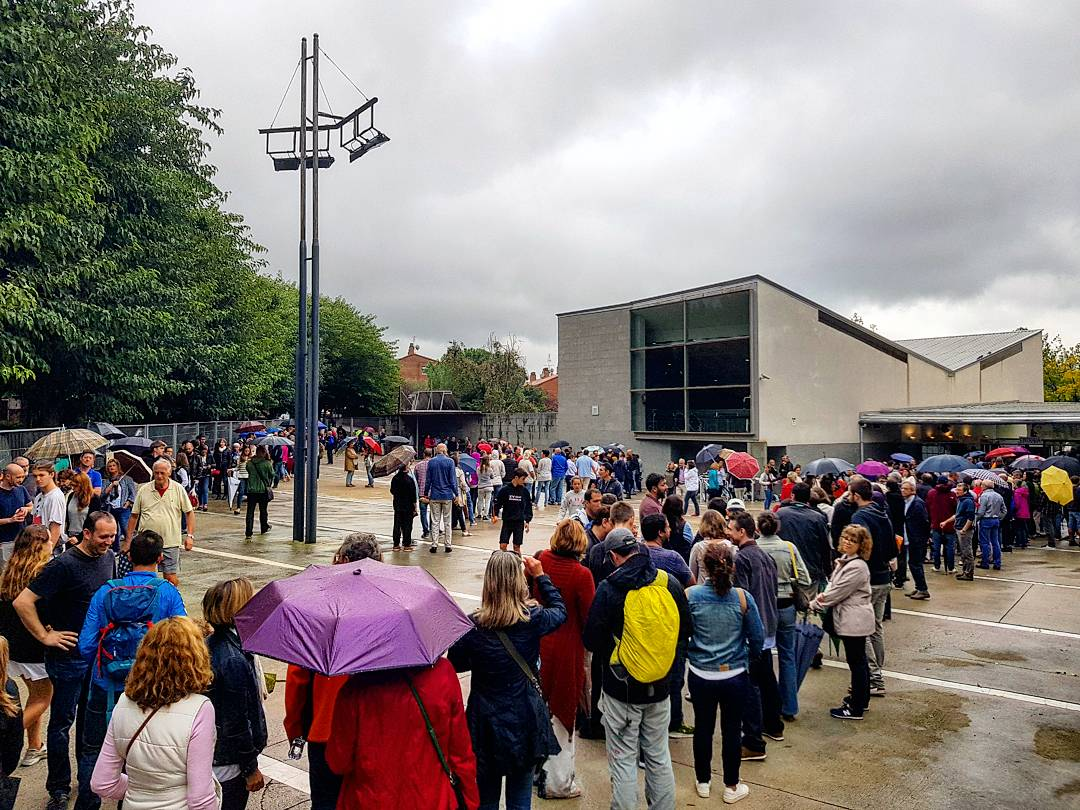
Fronta před volební místností v katalánském městě San Cugat del Vallés

Organizace Euskadi Ta Askatasuna (ETA) ve svém prohlášení uvedla, že Španělsko je žalářem národů, pokud svým občanům nedovolí hlasovat o nezávislosti. Některé politické strany v Baskicku podporují otevřeně myšlenku nezávislosti Katalánska; na demonstracích na podporu referenda vystoupilo několik desítek tisíc lidí v Bilbau a dalších městech. Na podporu referenda vystoupila i nacionalistická Platforma pro Katalánsko z Galicie. V předvolebních průzkumech má nezávislost regionu vytrvalou podporu voličů Katalánska. Po celém regionu probíhají neustálé demonstrace na podporu referenda. Na 400 tisíc lidí demonstruje v katalánských ulicích.
| Agentura            | Časové rozmezí              | Počet dotazovaných | Ano          | Ne            | Jiná odpověď/ Abst. | ?    | Rozdíl |      |      |     |  |      |
| ------------------- | --------------------------- | ------------------ | ------------ | ------------- | ------------------- | ---- | ------ | ---- | ---- | --- |  | ---- |
| Agentura            | Časové rozmezí              | Počet dotazovaných | The National | 30. září 2017 | 3 300               | ?    | Rozdíl | 83,0 | 16,0 | 2,0 |  | 67,0 |
| Opinòmetre/Ara      | 16. září 2017               | 1 000              | 44,1         | 38,1          | 3,9                 | 13,9 | 6,0    |      |      |     |  |      |
| NC Report/La Razón  | 1.-8. srpna 2017            | 800                | 41,5         | 48,6          | –                   | 9,9  | 7,1    |      |      |     |  |      |
| Opinòmetre/Ara      | 17.-20. července 2017       | 1,000              | 41,9         | 37,8          | 4,2                 | 16,1 | 4,1    |      |      |     |  |      |
| GESOP/CEO           | 26. června-1. července 2017 | 1 500              | 39,0         | 23,5          | 23,0                | 14,5 | 15,5   |      |      |     |  |      |
| NC Report/La Razón  | 29. června-1. července 2017 | 800                | 44,0         | 48,6          | –                   | 7,4  | 4,6    |      |      |     |  |      |
| GAD3/La Vanguardia  | 23.-29. června 2017         | ?                  | 42,5         | 37,6          | 10,2                | 9,7  | 4,9    |      |      |     |  |      |
| DYM/El Confidencial | 22.-28. června 2017         | 531                | 47,0         | 44,4          | –                   | 8,6  | 2,6    |      |      |     |  |      |
| Opinòmetre/Ara      | 12.-15. června 2017         | 1 000              | 42,3         | 38,9          | 6,0                 | 12,8 | 3,4    |      |      |     |  |      |
| GESOP/CEO           | 6.-21. března 2017          | 1 500              | 43,3         | 22,2          | 28,6                | 5,9  | 21,1   |      |      |     |  |      |

## Nesouhlas

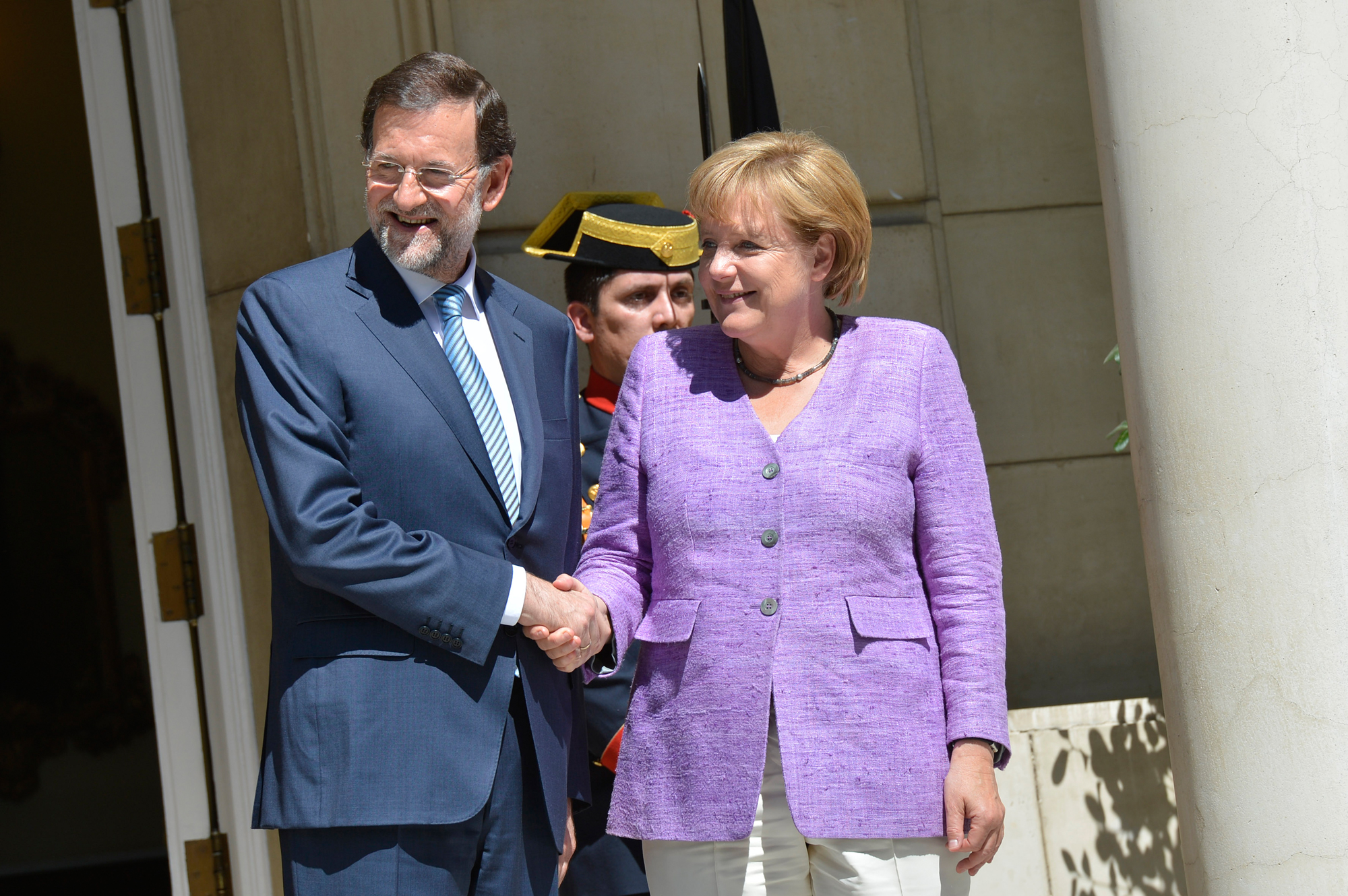
Španělský premiér Mariano Rajoy s německou kancléřkou Merkelovou

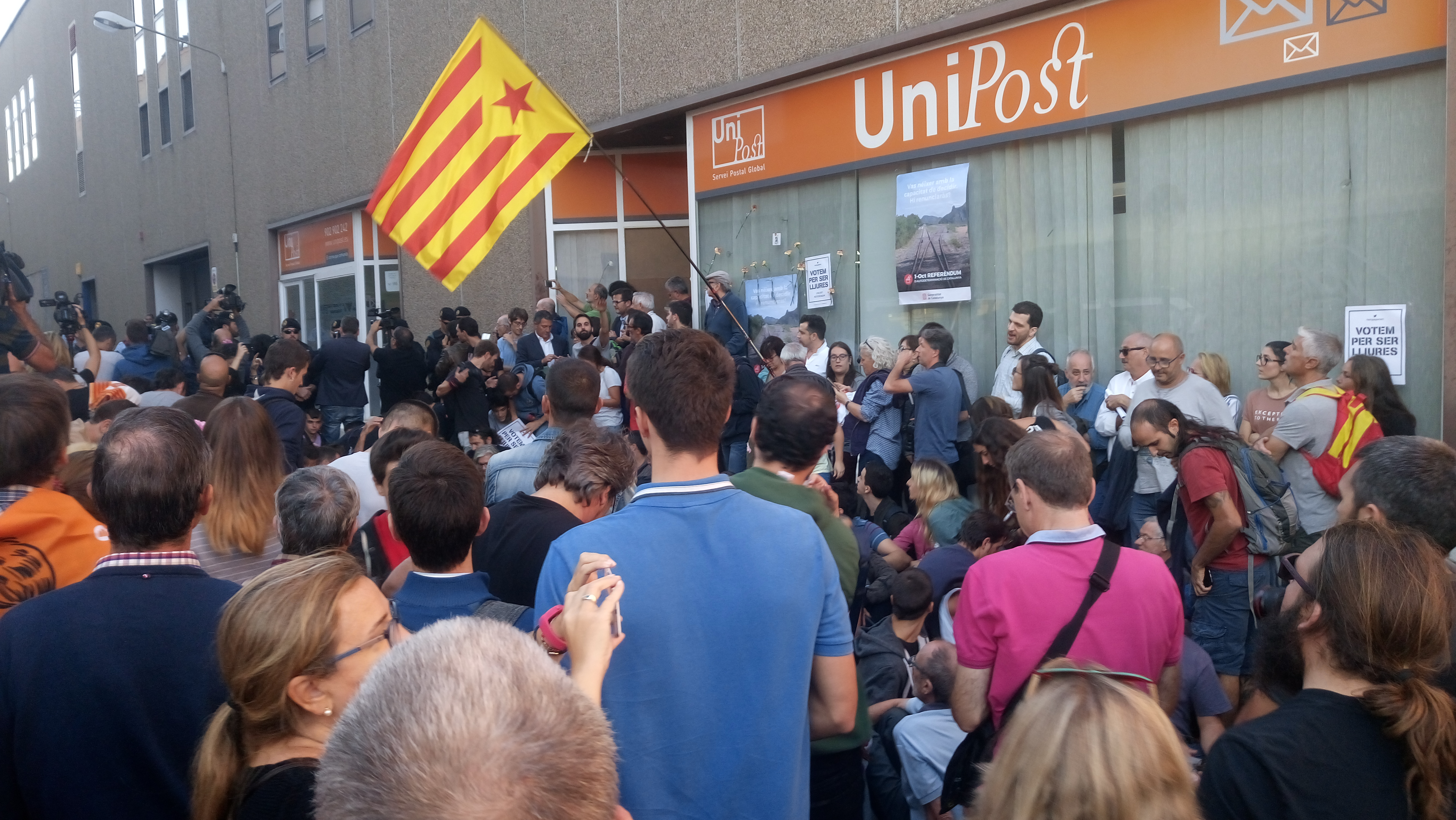
Protest proti razii španělské policie v Terrasse, kterou nařídila španělská centrální vláda

Referenda o nezávislosti Katalánska z roku 2014 a 2017 jsou v příkrém rozporu s představami centrální španělské vlády v Madridu, vedené Lidovou stranou (PP), v jejímž čele stojí premiér země Mariano Rajoy. Španělský ústavní soud následně na základě žádosti španělské vlády označil katalánský zákon o uspořádání referenda za protiústavní. Do Katalánska bylo následně vysláno na deset tisíc příslušníků španělské policie s cílem překazit konání referenda.
V Katalánsku proběhlo několik policejních zátahů s cílem překazit konání referenda. Zabavena byla řada uren a hlasovacích lístků; katalánští představitelé se pokusili některé z nich schovat, aby se k nim španělská policie při domovních prohlídkách nedostala. Balíky s hlasovacími lístky byly před volbami rozdávány přímo katalánským občanům. Centrální vláda v Madridu převzala kontrolu nad katalánskou regionální správou i policií. Vydala rovněž zatykač na řadu poslanců, kteří referendum odsouhlasili. Webové stránky podporující referendum a katalánskou nezávislost nechala centrální vláda rovněž zablokovat, což vyvolalo protesty katalánských představitelů, které zaslali vládě do Madridu a Evropské komisi do Bruselu.

### Kritika EU a USA
Někteří představitelé EU (např. předseda Evropského parlamentu Antonio Tajani) zastávají postoj, že referendum je vnitřní záležitostí Španělska, do které se nehodlají vměšovat. Předseda Evropské komise Jean-Claude Juncker prohlásil, že EU respektuje rozhodnutí španělského parlamentu i španělského ústavního soudu, který Kataláncům referendum zakázal. Uvedl však také, že Evropská komise by samostatnost Katalánska zřejmě uznala, pokud by tak učinily i španělské centrální orgány. Místopředseda Evropské komise Frans Timmermans kritizoval katalánskou vládu, která se „rozhodla ignorovat zákon i nařízení soudu“, a prohlásil, že „Někdy si situace přiměřené použití síly vyžaduje.“ Mluvčí německé kancléřky Angely Merkelové uvedl, že musí být respektovány španělské zákony a španělská ústava. Prezident USA Donald Trump uvedl, že podporuje myšlenku jednotného Španělska.
V Madridu se dne 30. září uskutečnila demonstrace na podporu jednoty země, které se účastnilo okolo deseti tisíc lidí.
Postup Katalánské samosprávy kritizují i někteří čeští odborníci.

### Uzavření volebních místností španělskou policií
Den před vyhlášením referenda se začali voliči shromažďovat v budovách katalánských škol, aby je nemohla obsadit policie a zabránit tak konání referenda. Z 2315 volebních místností bylo obsazeno na několik desítek z nich. Ještě den před referendem bylo obsazeno 163 škol. Katalánská policie, nad níž převzala vedení španělská policie několik dní/týdnů před referendem, dostala za úkol vyklidit hlasovací místnosti, odstranit hlasovací urny a následně místnosti uzavřít. Dne 30. září následně policie uzavřela většinu z hlasovacích místností a provedla razii v Centru pro telekomunikace a informační technologie katalánské vlády, čímž znemožnila elektronické hlasování a následně i elektronické sčítání výsledků referenda.

## Výsledky
Podle informace od katalánských úřadů z platných hlasů hlasovalo pro samostatnost 2 044 038 (90,18 %) voličů, proti hlasovalo 177 547 (7,83 %) voličů. Účast v referendu byla srovnatelná s předchozím nezávazným referendem v roce 2014, kterého se zúčastnilo 2,3 milionu lidí, což činilo přibližně 40 % oprávněných voličů (počet oprávněných voličů je pouze odhadován a pohybuje se mezi 5,4 a 6,2 miliony).

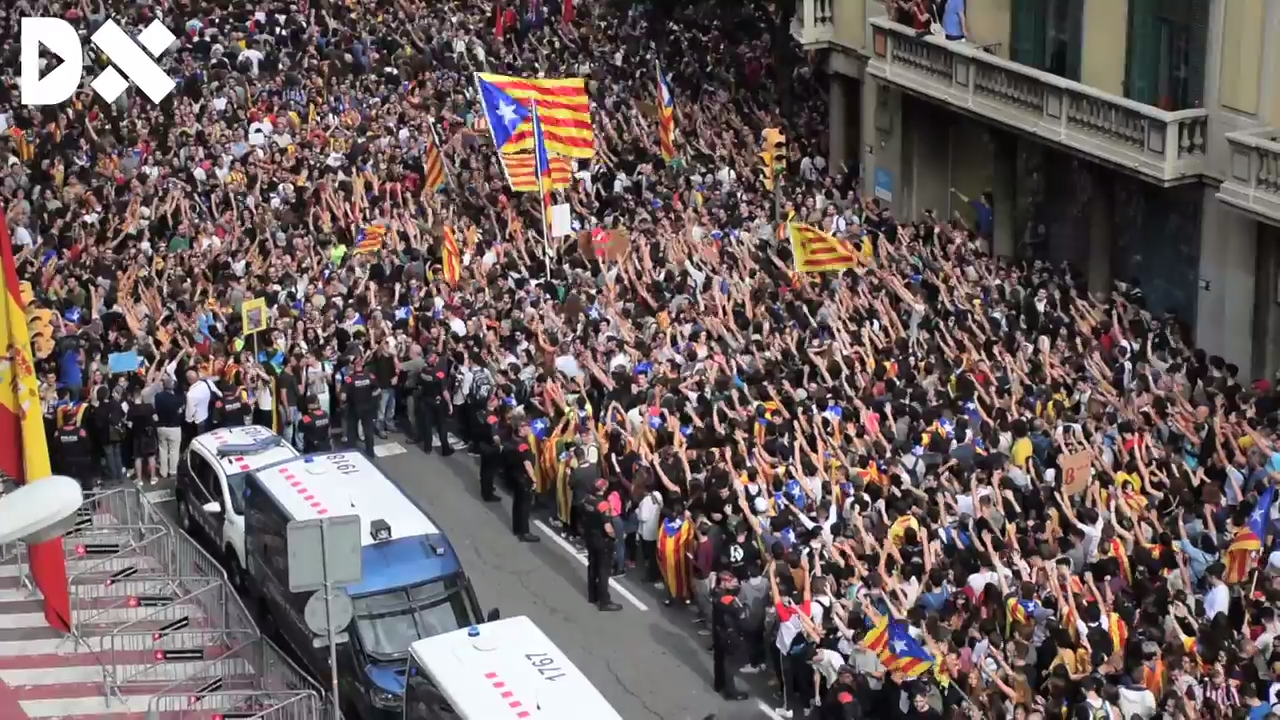
Generální stávka na protest proti policejnímu násilí, které se 3. října v Barceloně zúčastnilo okolo 700 000 lidí.

| Oblast     | Pro       | Pro   | Proti   | Proti | Prázdné hlasy | Neplatné hlasy | Celkem    | Účast |
| Oblast     | Hlasů     | %     | Hlasů   | %     | Prázdné hlasy | Neplatné hlasy | Celkem    | Účast |
| ---------- | --------- | ----- | ------- | ----- | ------------- | -------------- | --------- | ----- |
| Katalánsko | 2 044 038 | 90,18 | 177 547 | 7,83  | 44 913        | 19 791         | 2 286 217 | 43 %  |

## Dopad
Události následující po referendu vyústily v politickou krizi. Katalánská politická reprezentace vyhlásila nezávislost a Španělsko na to odpovědělo omezením katalánské autonomie.

## Kritika španělské vlády

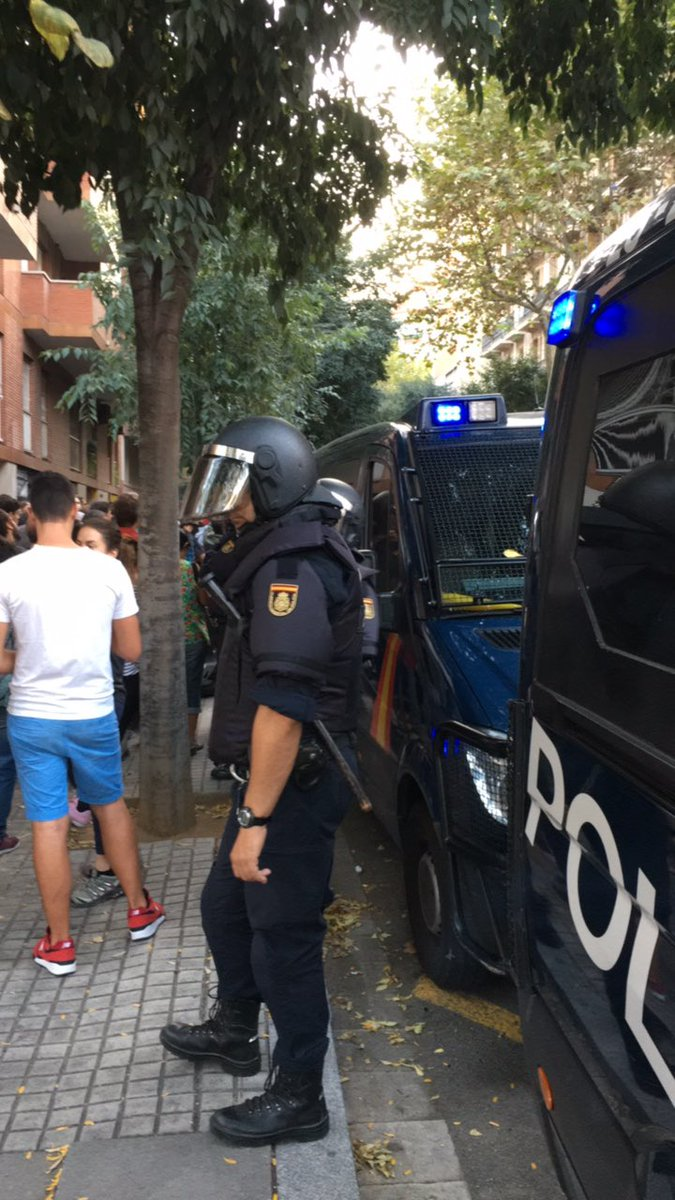
Španělská policie v Barceloně

Belgie – Belgický premiér Charles Michel znovu vyzval vládu k politickému dialogu ve Španělsku a oficiálně reagoval na násilnosti, které bránily referendu. Na Twitteru 1. října napsal: „Násilí nikdy nemůže být odpověď! Odsuzujeme všechny formy násilí a znovu potvrzuji naší výzvu k politickému dialogu.“
 Česko – Čeští europoslanci Pavel Svoboda (KDU-ČSL), Kateřina Konečná (KSČM) a Stanislav Polčák (STAN) se v Otázkách Václava Moravce ze dne 1. října 2017 vyjádřili velice kriticky k policejnímu zásahu pod hlavičkou španělské centrální vlády. Tomáš Prouza (ČSSD), Petr Fiala (ODS), Jiří Ovčáček, Václav Klaus a Svobodní také považují násilí vůči katalánským voličům za nepřijatelné.
 Irsko – Irský politik Mick Barry ze strany Solidarita se zúčastnil referenda jako mezinárodní pozorovatel a prohlásil, že je to „nejdivočejší represe, kterou viděla generace od doby Franka“. Jeho strana odsoudila násilí a podporuje vyhlášení všeobecné stávky.
 Německo – Německá celostátní média jako např. Rheinische Post, Frankfurter Rundschau nebo Neue Osnabrücker Zeitung hovoří o ostudném brutálním násilí, jež španělské policejní složky nasadily proti vůli hlasujícího katalánského lidu, a o diktátorském postupu španělské centrální vlády.
 Portugalsko – V manifestu podepsaném téměř stovkou lidí akademičtí pracovníci, poslanci, novináři, lékaři, novináři a zejména bývalý kandidát na prezidenta, socialista Manuel Alegre a bývalý vůdce levého bloku Francisco Louça, apelovali na politické řešení situace v Katalánsku, jsou také pobouřeni zneužitím občanských práv ze strany španělské vlády.
 Rusko – Člen horní komory parlamentu a vedoucí výboru pro mezinárodní záležitosti Ruska, Konstantin Kosačev, vyzval vládu v Madridu, aby s Katalánci vedla dialog. Jinak se prý budou jejich rozpory jen prohlubovat, což by mohlo skončit i rozpadem státu, jako se prý ukazuje též na Ukrajině.
 Srbsko – Srbský prezident Aleksandar Vučić obvinil Evropskou unii z pokrytectví a poukázal na dvojí metr, který členské státy EU uplatňují vůči Kosovu a Katalánsku.
 Švýcarsko – Skupina poslanců švýcarské vlády poslala španělské vládě dopis podporující katalánské referendum, v němž uvedli, že „aniž bychom se rozhodli o volbě, která se má učinit, věříme, že právo katalánských občanů určit jejich budoucnost musí být respektována“, také odsuzují zatýkání lidí a zabavení volebního materiálu jako „nehodný pro moderní a demokratický stát“.
 Velká Británie – Zahraniční tajemník Boris Johnson popsal referendum jako vnitřní problém pro Španělsko a řekl: „Španělsko je blízkým spojencem a dobrým přítelem, na jehož síle a jednotě Velké Británii záleží“ a zároveň trvá na tom, aby byla dodržována zásada právního státu. Ovšem Jeremy Corbyn, vůdce britské labouristické strany, odsoudil násilí a vyzval k ukončení španělského zásahu v Katalánsku. Skotská politička Nicola Sturgeonová napsala: „Některé scény na #Catalonia dnes ráno jsou celkem šokující a určitě zbytečné. Jen nechte lidi hlasovat.“ Severoirská poslankyně Michelle Gildernewová vyzvala k mezinárodnímu uznání referenda. První ministr Walesu, Carwyn Jones, hovořil o „násilí, které nahrazuje demokracii a dialog“.